# Wstęgor królewski
Wstęgor królewski (Regalecus glesne), dawniej nazywany królem śledziowym – gatunek ryby głębinowej z rodziny Regalecidae, wcześniej zaliczanej do wstęgorowatych. Jest jedną z najdłuższych ryb świata.

## Zasięg występowania
Gatunek kosmopolityczny – zasiedla wody Oceanu Indyjskiego, Pacyfiku, Atlantyku, Morza Północnego i Śródziemnego. Żyje w otwartej toni wodnej, na głębokościach 20–1000 m, zwykle 20–200 m. Czasem pojawia się przy powierzchni. Znajdowano też osobniki wyrzucone przez morze na brzeg.

## Charakterystyka

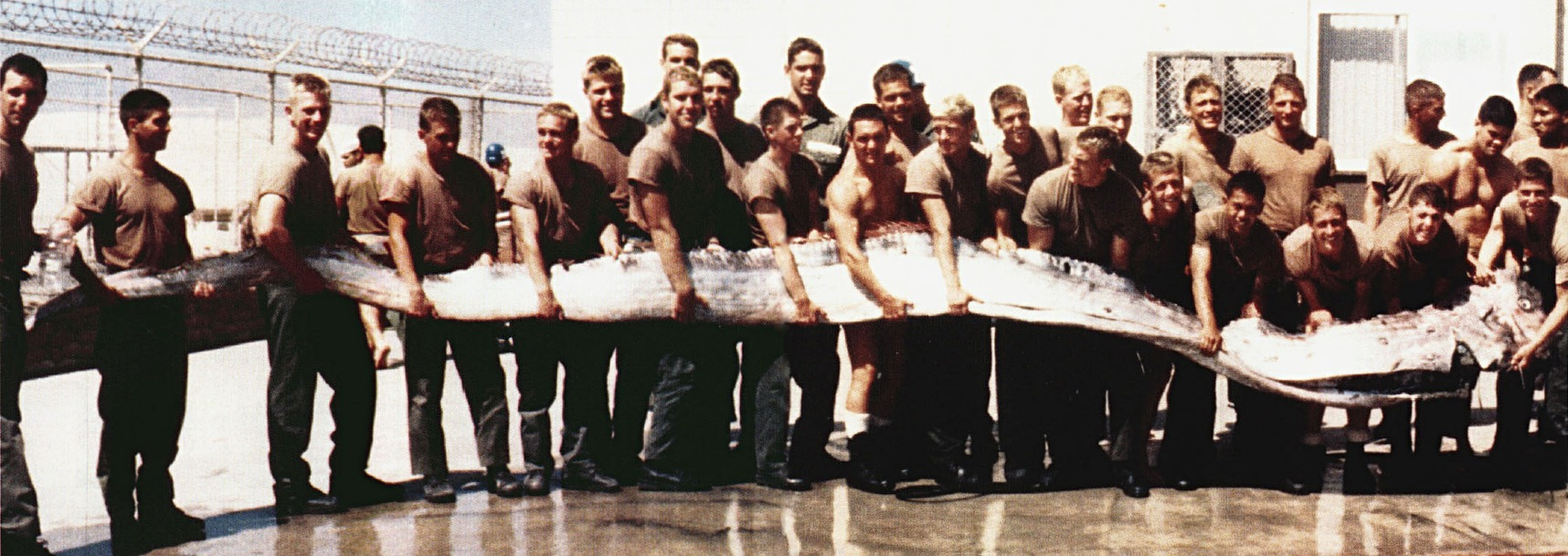
Wstęgor królewski znaleziony w 1996 r. na plaży w pobliżu San Diego w Kalifornii

Wzdłuż jego wąskiego, taśmowatego, mocno bocznie spłaszczonego ciała ciągnie się płetwa grzbietowa, od głowy do ogona, służąca zarazem wstęgorowi za napęd. Płetwa ta liczy rekordową liczbę ponad 300 promieni, z czego pierwszych kilkanaście jest wysokich i zakończonych ozdobnymi zgrubieniami przypominającymi koronę. Płetwy brzuszne są silnie zredukowane, a odbytowa nie występuje. Przypuszcza się, że płetwy wstęgora pod wodą mają jaskrawoczerwoną barwę, lecz szybko blakną na świetle. Ciało jest jasne, srebrzyście połyskujące.
Ryba ta ma zazwyczaj do 8 metrów długości, maksymalna potwierdzona długość wynosi 11 m, lecz istnieje co najmniej jedno doniesienie o osobniku, którego długość wynosiła 17 metrów. Maksymalna potwierdzona masa ciała wynosiła 272 kg.

## Pokarm
Wstęgor żywi się bezkręgowcami i małymi rybami. Widywano go żerującego przy powierzchni wody w pozycji pionowej, utrzymującego się przy pomocy powolnych, falistych ruchów płetwy grzbietowej

## Wstęgor królewski w wierzeniach

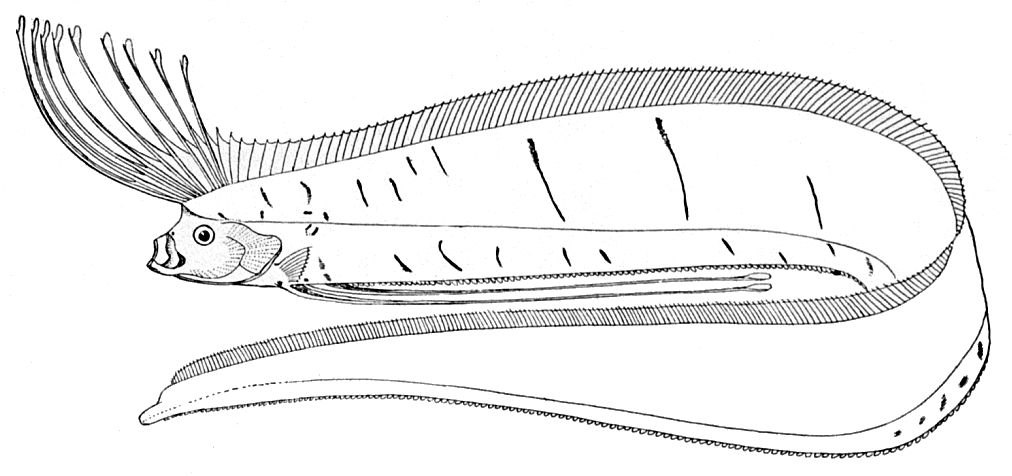
Wstęgor królewski na rycinie z 1895 roku

Wstęgor królewski porusza się falistymi, wężowatymi ruchami, co – prawdopodobnie – przyczyniło się do powstania legend o wężach morskich. W wierzeniach rybaków skandynawskich przewodzi on ławicom śledzi, stąd polska nazwa król śledziowy (ang. king of herrings). Obrażenie króla śledziowego miało się kończyć odpłynięciem z łowisk zarówno króla, jak i ławic śledzi. Legendy te wywodzą się jeszcze z czasów wikingów. W japońskiej tradycji pojawienie się wstęgora to zły omen i zapowiada kataklizm - trzęsienie ziemi lub tsunami.